# 圣母圣天教堂 (科佩尔)
圣母圣天教堂(Župnijska cerkev Marije Vnebovzete)是斯洛文尼亚西部港口城市科佩尔的一座教堂。
圣母圣天教堂位于Titov广场的东侧，Brolo广场的西北侧，兴建于12世纪，该城设立教区之后。15世纪末重建，1493年祝圣。哥特式建筑的下部保存至今，而上部是增建的文艺复兴建筑。18世纪上半叶再度扩建。19世纪初，修道院解散时，教会财富遭到损失。1902年修复。